# 9 octobre en sport
9 septembre 9 novembre
Chronologies thématiques
- Croisades
- Ferroviaires
- Disney

Le 9 octobre (282e jour de l'année ou le 283e en cas d'année bissextile) en sport.

## Événements

### XIXesiècle
- 1886 :
  - (Baseball) : 11e édition aux États-Unis du championnat de baseball de la Ligue nationale. Les Chicago White Stockings s’imposent avec 90 victoires et 34 défaites[1].
- 1890 :
  - (Baseball) : aux États-Unis début 7e édition des World's Championship Series entre les champions de American Association et de la Ligue nationale qui se déroule jusqu'au 17 octobre.

### XXesièclede1951à2000
- 1977 :
  - (Formule 1) : Grand Prix automobile du Canada.
- 1983 :
  - Le Calcio Catane enregistre sa seule victoire de la saison en Serie A, en battant l'AC Pise 1909 2 buts à zéro lors de la cinquième journée, grâce à un doublé d'Aldo Cantarutti (it)[2]. Le club établira un triste record, celui d'être la pire équipe de l'histoire du championnat italien lors d'un classement final (12 points avec une victoire, dix nuls et dix-neuf défaites).

### XXIesiècle
- 2005 :
  - (Formule 1) : Grand Prix du Japon.
- 2011 :
  - (Formule 1) : Grand Prix du Japon.
- 2015 :
  - (Football /Championnat d'Europe) : la Suisse et l'Espagne se qualifient pour l'Euro 2016 qui se déroulera en France.
  - (Volley-ball /Championnat d'Europe) : début de la 29e édition du Championnat d'Europe masculin qui se déroule à Sofia et Varna en Bulgarie, Turin et Busto Arsizio en Italie jusqu'au 18 octobre 2015.
- 2016 :
  - (Compétition automobile /Formule 1) : au Grand Prix automobile du Japon disputé sur le Circuit de Suzuka, victoire de l'Allemand Nico Rosberg qui devance le Néerlandais Max Verstappen et le Britannique Lewis Hamilton.
  - (Football /Coupe du monde) : 1re partie de la 3e journée des Éliminatoires de la Coupe du monde de football 2018 de la zone Europe puis 1er match de la 1re journée des Éliminatoires de la Coupe du monde de football 2018 de la zone Afrique.
- 2020 :
  - (Cyclisme sur route /Tour d'Italie) : sur la 7e étape du Tour d'Italie qui se déroule entre Matera et Brindisi, sur une distance de 143 km, victoire du français Arnaud Démare au sprint, son troisième succès depuis le départ du Giro. Le Portugais João Almeida conserve le maillot rose.

## Naissances

### XIXesiècle
- 1844 :
  - Eugène-Dominique de Dietrich, pilote de courses automobile, industriel et homme politique franco-allemand. († 28 janvier 1918).
- 1864 :
  - Maud Watson, joueuse de tennis britannique. Victorieuse des tournois de Wimbledon 1884 et 1885. († 5 juin 1946).
- 1881 :
  - Maurice Hochepied, nageur et poloïste français. Médaillé d'argent du 200m nage libre par équipes aux Jeux de Paris 1900. († 22 mars 1960).
- 1886 :
  - Rube Marquard, joueur de baseball américain. († 1er juin 1980).
- 1895 :
  - Félix Lasserre, joueur de rugby à XV français. Médaillé d'argent aux Jeux de Paris 1924. (15 sélections en équipe de France). († 19 novembre 1965).
- 1898 :
  - Joe Sewell, joueur de baseball américain. († 6 mars 1990).
- 1900 :
  - Roger François, haltérophile français. Champion olympique des -75 kg aux Jeux d'Amsterdam 1928. († 15 février 1949).

### XXesièclede1901à1950
- 1900 :
  - Henri Lauvaux, athlète de fond français. Médaillé de bronze du cross-country par équipes aux Jeux de Paris 1924. († 19 juillet 1970).
- 1903 :
  - Walter O'Malley, dirigeant de baseball américain. († 9 août 1979).
- 1905 :
  - Paul Barrère, joueur de rugby à XV français. (2 sélections avec l'équipe de France). († 21 août 1978).
- 1913 :
  - Bobby Stuart, footballeur anglais. († ? 1987).
- 1935 :
  - Piet du Toit, joueur de rugby à XV sud-africain. (14 sélections en équipe nationale). († 26 février 1996).
- 1937 :
  - David Prophet, pilote automobile britannique. († 20 mars 1981).
- 1941 :
  - Giancarlo Bercellino, footballeur italien. Champion d'Europe de football 1968. (6 sélections en équipe nationale).
- 1947 :
  - Wayne Thomas, hockeyeur sur glace puis entraîneur canadien.

### XXesièclede1951à2000
- 1955 :
  - Steve Ovett, athlète de demi-fond britannique. Champion olympique du 800 m et médaillé de bronze du 1 500 m aux Jeux de Moscou 1980. Champion d'Europe d'athlétisme du 1 500 m 1978. Détenteur du Record du monde du 1 500 m du 27 août 1980 au 28 août 1983 et du 4 septembre 1983 au 16 juillet 1985.
- 1961 :
  - Julian Bailey, pilote de courses automobile britannique.
- 1962 :
  - Jorge Burruchaga, footballeur puis entraîneur argentin. Champion du monde de football 1986. Vainqueur de la Copa Libertadores 1984. (59 sélections en équipe nationale).
  - Peter Elliott, athlète de demi-fond britannique. Médaillé d'argent du 1 500m aux Jeux de Séoul 1988.
- 1964 :
  - Martín Jaite, joueur de tennis argentin.
- 1965 :
  - Dionicio Cerón, athlète de fond mexicain.
- 1967 :
  - Carling Bassett, joueuse de tennis canadienne.
  - Gheorghe Popescu, footballeur roumain. Vainqueur de la Coupe d'Europe des vainqueurs de coupe 1997 et de la Coupe UEFA 2000. (115 sélections en équipe nationale).
- 1970 :
  - Kenny Anderson, basketteur américain. (8 sélections en équipe nationale).
  - Annika Sörenstam, golfeuse suédoise. Victorieuse des US Open 1995, 1996 et 2006, des Championnats Kraft Nabisco 2001, 2002 et 2005, du LPGA Championship 2003, 2004 et 2005, et de l'Open britannique dames 2003.
- 1972 :
  - Véronique Rolland-Pecqueux, handballeuse française. Médaillée d'argent au Mondial de handball féminin 1999 puis championne du monde de handball féminin 2003. Médaillée de bronze à l'Euro de handball féminin 2002 et à celui de 2006. Victorieuse de la Coupe d'Europe des vainqueurs de coupe 2003. (289 sélections en équipe de France de handball).
- 1973 :
  - Carlos Pavón, footballeur hondurien. (112 sélections en équipe nationale).
- 1975 :
  - Mark Viduka, footballeur australien. (43 sélections en équipe nationale).
- 1978 :
  - Juan Dixon, basketteur américain.
  - Miguel Miranda, basketteur portugais. (61 sélections en équipe nationale).
- 1980 :
  - Henrik Zetterberg, hockeyeur sur glace suédois. Champion olympique aux Jeux de Turin 2006. Champion du monde de hockey sur glace 2006.
- 1981 :
  - Gaël Givet, footballeur français. (12 sélections en équipe de France).
  - Darius Miles, basketteur américain.
  - Rafał Murawski, footballeur polonais. (48 sélections en équipe nationale).
- 1982 :
  - Yingchao Kong, biathlète chinoise.
  - Modeste M'Bami, footballeur camerounais. Champion olympique aux Jeux de Sydney 2000. (38 sélections en équipe nationale). († 7 janvier 2023).
- 1986 :
  - Nikita Chabalkine, basketteur russe. Champion d'Europe de basket-ball 2007. Vainqueur de l'Euroligue 2006 et de l'EuroCup Challenge 2007. (19 sélections en équipe nationale).
  - Laure Manaudou, nageuse puis consultante TV française. Championne olympique du 400 m, médaillée d'argent du 800 m et médaillée de bronze du 200 m aux jeux d'Athènes 2004. Championne du monde de natation du 200 m et du 400 m nage libre 2005. Championne du monde de natation du 400 m nage libre 2007. Championne d'Europe de natation du 400 m, du 100 m dos et du 4 × 1004 nages 2004, championne d'Europe de natation du 400 m, du 800 m, du 100 m dos et du 200 m 4 nages 2006 puis championne d'Europe de natation du 200 m dos et du 4 × 200 m nage libre 2008.
- 1987 :
  - Craig Brackins, basketteur américain.
  - Jordan Brown, joueur de snooker nord-irlandais.
  - Bill Walker, basketteur américain.
  - Asami Yoshida, basketteuse japonaise.
- 1988 :
  - Frank Hassell, basketteur américain.
  - Blessing Okagbare, athlète de sprint et de saut en longueur nigériane. Médaillée d'argent de la longueur aux Jeux de Pékin 2008. Championne d'Afrique d'athlétisme du 100 m, du relais 4 × 100 m et du saut en longueur 2010, championne d'Afrique d'athlétisme du saut en longueur 2012, championne d'Afrique d'athlétisme du 100 m et du 4 × 100 m 2014 puis du 4 × 100 m 2018.
- 1989 :
  - Alexandre Flanquart, joueur de rugby à XV français. Vainqueur du Challenge européen 2017. (23 sélections avec l'équipe de France).
  - Viktor Kolelishvili, joueur de rugby à XV géorgien. (50 sélections en équipe nationale).
- 1990 :
  - Cedrik-Marcel Stebe, joueur de tennis allemand.
- 1991 :
  - Andy Delort, footballeur franco-algérien. Champion d'Afrique de football 2019. (6 sélections avec l'équipe d'Algérie).
  - Rayan Frikeche, footballeur franco-marocain.
  - Tyson Frizell, joueur de rugby à XIII gallois puis australien. Champion du monde de rugby à XIII 2017. Vainqueur du Tournoi des Quatre Nations 2016. (5 sélections avec l'équipe du pays de Galles et 12 avec celle d'Australie).
  - Oleksandr Lypovyy, basketteur ukrainien. (56 sélections en équipe nationale).
- 1992 :
  - Jerian Grant, basketteur américain.
  - Sam Mewis, footballeuse américaine. Vainqueur du Championnat de la CONCACAF 2018, de la Coupe du monde 2019 et médaillée de bronze aux Jeux olympiques de 2020. (83 sélections en équipe nationale).
  - Caleb Ndiku, athlète de demi-fond et de fond kényan. Champion d'Afrique d'athlétisme du 1 500m 2012 et du 5 000m 2014.
  - Bongani Zungu, footballeur sud-africain. (29 sélections en équipe nationale).
- 1993 :
  - Niccolò Bonifazio, cycliste sur route italien.
  - Lauren Davis, joueuse de tennis américaine.
  - Laetitia Moma Bassoko, volleyeuse camerounaise.
- 1994 :
  - Alexie Alaïs, athlète de lancer de javelot française.
  - Asisat Oshoala, footballeuse international nigériane.
- 1995 :
  - Kenny Tete, footballeur néerlando-mozambicain. (13 sélections avec l'équipe des Pays-Bas).
- 1996 :
  - Jared Donaldson, joueur de tennis américain.
  - Étienne Ory, basketteur français.
  - Julia Simon, biathlète française.
- 2000 :
  - Coline Devillard, gymnaste française. Championne d'Europe de gymnastique artistique au saut de cheval 2017, médaillée d'argent du concours par équipes 2018 et du sol 2019.

### XXIesiècle
- 2002 :
  - Ben Shelton, joueur de tennis américain.

## Décès

### XXesièclede1901à1950
- 1918 :
  - Hanns Braun, 31 ans, athlète sprint et de demi-fond allemand. Médaillé d'argent du relais olympique et de bronze du 800 m aux Jeux de Londres 1908 puis médaillé d'argent du 400 m aux Jeux de Stockholm 1912. (° 26 octobre 1886).
- 1935 :
  - Gustaf Adolf Boltenstern, 74 ans, cavalier de dressage suédois. Médaillé d'argent aux Jeux de Stockholm 1912. (° 1er avril 1861).
- 1950 :
  - George Hainsworth, 55 ans, hockeyeur sur glace canadien. (° 26 juin 1893)

### XXesièclede1951à2000
- 1964 :
  - Lloyd Cook, hockeyeur sur glace canadien. (° 21 mars 1890).
- 1969 :
  - Elsa Rendschmidt, 83 ans, patineuse artistique dames allemande. Médaillée d'argent aux Jeux de Londres 1908. (° 11 janvier 1886).
- 2000 :
  - Lajos Kocsis, 53 ans, footballeur hongrois. Champion olympique aux Jeux de Mexico 1968 et médaillé d'argent aux Jeux de Munich 1972. (33 sélections en équipe nationale). (° 18 juin 1947).

### XXIesiècle
- 2006 :
  - Paul Hunter, 27 ans, joueur de snooker britannique. (° 14 octobre 1978).
- 2009 :
  - Horst Szymaniak, 75 ans, footballeur allemand. (43 sélections en équipe nationale). (° 29 août 1934).
- 2011 :
  - Pavel Kareline, 21 ans, sauteur à ski russe. (° 27 avril 1990).
- 2016 :
  - Aaron Pryor, 60 ans, boxeur américain. Champion du monde poids super-légers de boxe du 2 août 1980 au 9 septembre 1983 et du 22 juin 1984 jusqu'en 1985. (° 20 octobre 1955).